# 和歌山駅

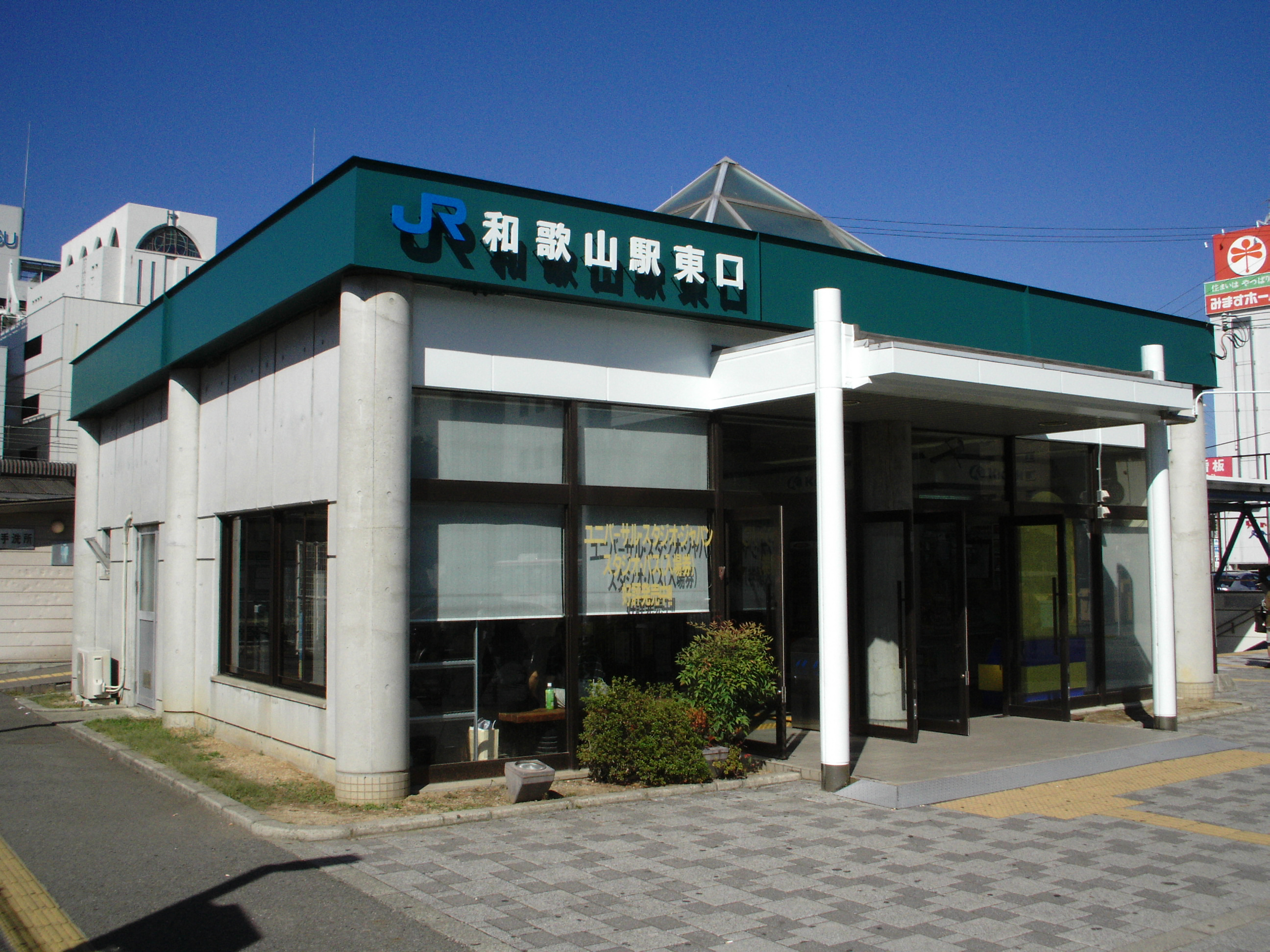
東口（2007年10月）

和歌山駅（わかやまえき）は、和歌山県和歌山市美園町五丁目にある、西日本旅客鉄道（JR西日本）・和歌山電鐵の駅である。

## 概要
和歌山県の県庁所在地である和歌山市のJR・和歌山電鐵側における玄関口であり、東西南北に路線が伸びるターミナル駅となっている。
阪和線、和歌山線、紀勢本線（きのくに線方面、和歌山市方面とも）は「ICOCA」の利用エリアに含まれている。

### 乗り入れ路線
JR西日本の紀勢本線（きのくに線）・阪和線・和歌山線と、和歌山電鐵の貴志川線が乗り入れている。駅番号は阪和線にJR-R54、貴志川線に01が与えられる。
JR西日本の駅は紀勢本線を所属線としており、阪和線と和歌山線は当駅が終点である。また紀勢本線は、当駅からJR西日本管轄区間の東端である新宮駅までの区間に「きのくに線」の愛称が設定されている。また、大阪近郊区間の南限にあたり、阪和線と和歌山線が該当するが、紀勢本線は新宮方面、和歌山市方面ともに該当しない。
JR和歌山駅の事務管コードは▲622091である。

## 歴史
最初にできた和歌山市の玄関駅は、1898年に船戸仮駅との間を開業させた紀和鉄道が建設した和歌山駅（現在の紀和駅）である。しかしそのわずか5年後の1903年には紀ノ川駅から伸びてきた南海鉄道（現在の南海本線）が和歌山市駅を開業させる。和歌山市駅の方が大阪への便がよかったということもあり、こちらが新しい和歌山の玄関となった。
現在の和歌山駅は、1924年2月、国鉄紀勢西線の最初の開通区間として、和歌山駅（現在の紀和駅）から当駅を経て箕島駅までが開通したのと同時に東和歌山駅（ひがしわかやまえき）として開業した。この時、山東軽便鉄道（現在の和歌山電鐵貴志川線）も従来の路線のうち秋月駅（現在の日前宮駅）から中ノ島駅までを廃止し、また秋月駅から当駅まで路線を延ばしてこの駅に乗り入れたので、この駅は開業当初から2路線の接続駅であった。
1930年6月には、阪和電気鉄道（現在のJR阪和線）が和泉府中駅から阪和東和歌山駅（はんわひがしわかやまえき、東和歌山駅と同位置）までを開業させ、この駅は新しいターミナル駅としての性格を帯びていくようになる。阪和電気鉄道は1940年に南海鉄道に吸収合併されて同社の山手線となったので、阪和東和歌山駅は南海東和歌山駅（なんかいひがしわかやまえき）と改称された。
この駅が国鉄のターミナル駅として重要性を高めたのは1944年であった。この年5月、南海鉄道山手線は国有化により国鉄阪和線となったため、南海東和歌山駅は国鉄の東和歌山駅に統合されたのである。このことによって大阪から和歌山市までが国鉄のみでつながることとなったため、和歌山市駅が南海本線のターミナルであるのに対して、この駅を国鉄のターミナルと呼ぶことができるほどにもなった。
1959年には、三木里駅 - 新鹿駅間の開通をもって和歌山駅（現在の紀和駅）から当駅を経て亀山駅までが全通したため、この区間が紀勢本線となった。また、和歌山鉄道（1931年に山東軽便鉄道から社名変更）は数度の合併を経て、1961年には南海電気鉄道の貴志川線となった。
そして、1898年以来和歌山駅を名乗っていた現在の紀和駅が1968年2月1日に現名へ改称される。さらにこの駅についても同時変更による混乱を避けた1か月後の3月1日に現在の名称たる和歌山駅（わかやまえき）に改称となる。これによって名実ともに和歌山市の玄関駅となったのである。
和歌山線は、かつて田井ノ瀬駅から当駅を経由せず、そのまま紀伊中ノ島駅を経て和歌山駅（現在の紀和駅）に乗り入れていたが、1961年に開通した田井ノ瀬駅から当駅までの貨物支線を利用して1972年3月には全列車が当駅への乗り入れを果たし、正式に営業キロが設定された（それ以前から紀勢本線箕島方面への直通列車を中心とした一部の旅客列車が乗り入れていたが、貨物線扱いで正式な営業キロがなかったため、運賃を紀伊中ノ島経由で計算していた。）。一方、田井ノ瀬駅から紀和駅までの線路は、1962年12月の貨物営業廃止（当時紀和駅はまだ和歌山駅を名乗っていた）を経て、1974年10月1日に廃止となっている。
その後、国鉄紀勢本線・阪和線・和歌山線は分割・民営化により西日本旅客鉄道（JR西日本）の路線となった。そして2006年には南海貴志川線が和歌山電鐵に継承され、現在に至っている。

### 年表

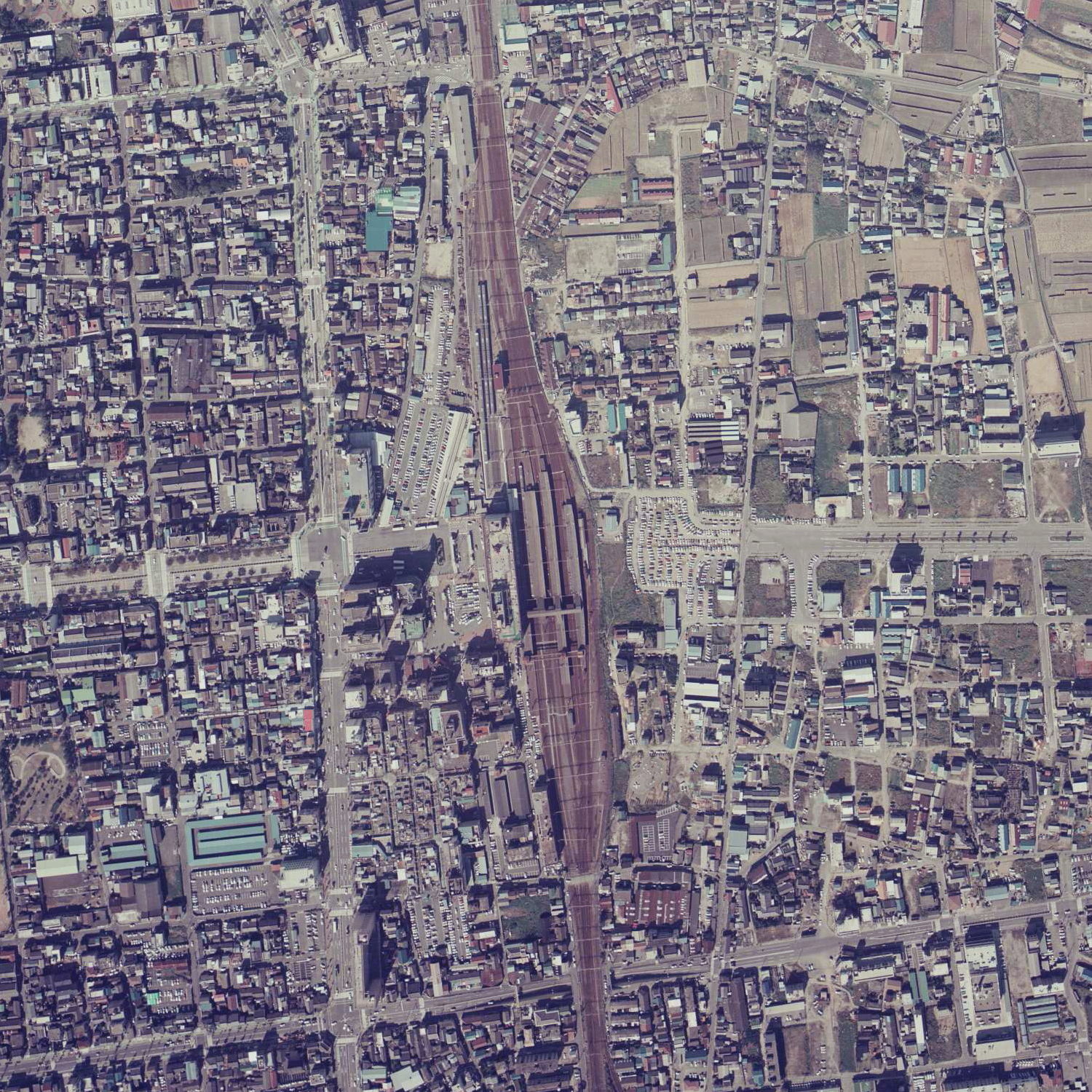
和歌山駅周辺の空中写真（1979年10月撮影）

- 1924年（大正13年）2月28日：国有鉄道紀勢西線の和歌山駅（現在の紀和駅） - 箕島駅間開通に伴い、東和歌山駅として開業[1]。同時に山東軽便鉄道（現在のわかやま電鉄貴志川線）が当駅に乗り入れ。
- 1929年（昭和4年）11月：山東軽便鉄道が山東鉄道に社名変更。
- 1930年（昭和5年）6月16日：阪和電気鉄道（現在のJR阪和線）が和泉府中駅 - 阪和東和歌山駅（はんわひがしわかやまえき、後に当駅に統合）間を開業[5]。同時に合同電気和歌山線（後の南海和歌山軌道線）も公園前駅 - 当駅間を開業。
- 1931年（昭和6年）4月28日：山東鉄道が和歌山鉄道に社名変更。
- 1933年（昭和8年）9月1日：阪和電気鉄道が洗車台新設願届出[8]。
- 1939年（昭和14年）上半期：阪和電気鉄道が鐘淵紡績和歌山工場への引込線新設[9]。
- 1940年（昭和15年）
  - 上半期：阪和電気鉄道と紀勢西線とで同一ホーム乗換えを行うため仮設ホームを新設、その他駅舎改良工事実施[9]。
  - 12月1日：阪和電気鉄道が南海鉄道に吸収合併されて南海鉄道山手線となる[5]。
- 1941年（昭和16年）8月1日：阪和東和歌山駅が南海東和歌山駅に改称[10]。
- 1944年（昭和19年）5月1日：戦時買収により国有化され、運輸通信省（国鉄）阪和線所属となる。同時に南海東和歌山駅が国鉄の東和歌山駅に統合[5]。
- 1957年（昭和32年）11月1日：和歌山鉄道が和歌山電気軌道に吸収合併されて、和歌山鉄道線は和歌山電気軌道の鉄道線となる。VIVO時代の中央口駅舎（2008年12月）

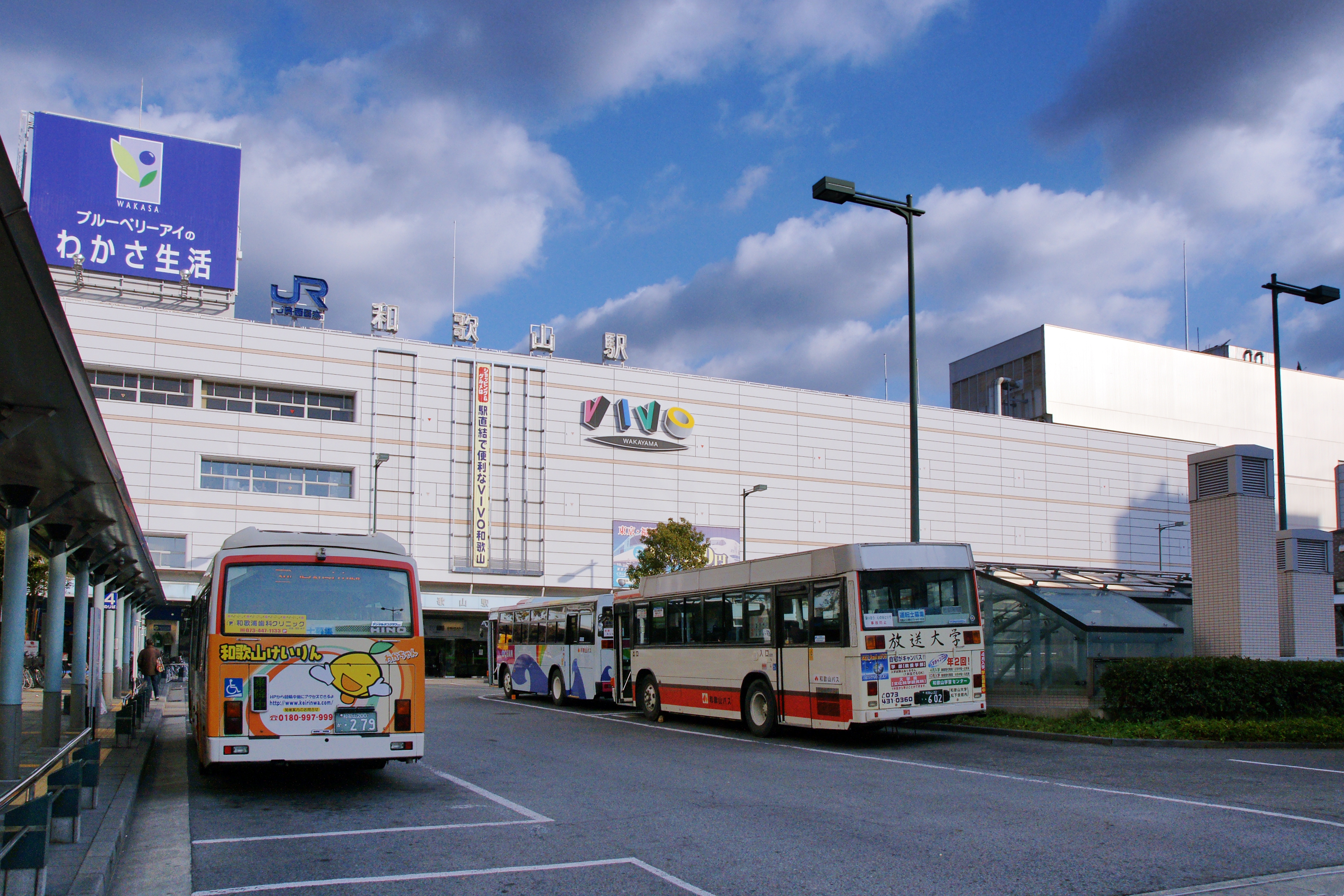
VIVO時代の中央口駅舎（2008年12月）

- 1959年（昭和34年）7月15日：亀山駅 - 和歌山駅（現在の紀和駅）間が全通し、同区間が紀勢本線となる[11]。
- 1961年（昭和36年）
  - 7月1日：国鉄和歌山線の貨物支線が田井ノ瀬駅から当駅まで開通[6][12]。
  - 11月1日：和歌山電気軌道が南海電気鉄道に吸収合併され、和歌山電気軌道鉄道線は南海貴志川線となる。
- 1968年（昭和43年）
  - 3月1日：現在の和歌山駅（わかやまえき）に改称[13]。
  - 3月31日：民衆駅として駅ビルが開業[14]。当初の名称は「和歌山ステーションデパート」だった[7]。
- 1971年（昭和46年）4月1日：南海和歌山軌道線が廃止。
- 1972年（昭和47年）3月15日：国鉄和歌山線の貨物支線であった田井ノ瀬駅から当駅までの旅客営業が開始、同線の旅客列車が当駅に乗り入れ[6]。
- 1974年（昭和49年）4月1日：旅行センターの営業を開始[15]。
- 1987年（昭和62年）4月1日：国鉄分割民営化により国鉄各線が西日本旅客鉄道（JR西日本）に承継[6][7]。
- 1992年（平成4年）11月1日：終日禁煙化[16]。
- 1993年（平成5年）7月1日：阪和線運行管理システム（初代）導入。
- 1995年（平成7年）
  - 4月1日：南海貴志川線がワンマン化され、それに伴い中間改札が新設される[17]。
  - 10月26日：駅ビルの名称を「和歌山ステーションデパート」から「VIVO和歌山」に変更し、リニューアルオープン[18]。
- 1998年（平成10年）7月4日：自動改札機を設置し、供用開始[19]。
- 2002年（平成14年）10月5日：西口広場整備事業が竣工。
- 2003年（平成15年）11月1日：阪和線のみICカード「ICOCA」の利用が可能となる。
- 2004年（平成16年）7月19日：エレベーターの使用を開始。
- 2006年（平成18年）4月1日：南海貴志川線を和歌山電鐵が継承、同線はわかやま電鉄貴志川線となる。
- 2010年（平成22年）3月31日：駅ビルの名称を「VIVO和歌山」から「和歌山MIO」に変更し、再リニューアルオープン。
- 2013年（平成25年）9月28日：阪和線運行管理システムを2代目のものに更新。
- 2015年（平成27年）8月30日：紀勢本線の当駅 - 海南駅間でICカード「ICOCA」の利用が可能となる。
- 2017年（平成29年）7月15日：紀勢本線の当駅 - 和歌山市駅間でICカード「ICOCA」の利用が可能となる。
- 2018年（平成30年）3月17日：駅ナンバリングが導入され、使用を開始。7・8番のりばにのりかえ改札機を設置。
- 2020年（令和2年）3月14日：和歌山線の当駅 - 五条駅間でICカード「ICOCA」が利用可能となる[20]。
- 2023年（令和5年）
  - 5月13日：東口にみどりの券売機プラスおよび改札口コールシステムを導入[21]。
  - 5月31日：東口のみどりの窓口の営業を終了[21]。

## 駅構造
5面8線（単式ホーム2面・島式ホーム3面）のホームを持つ地上駅で、各ホームは地下道や跨線橋で結ばれている。但し、貴志川線ホームは地下道のみで結ばれている。
みどりの窓口とみどりの券売機は中央口に設置されている。すべての改札口に自動改札機が設置されており、7・8番のりばにのりかえ改札機（2018年3月17日より利用開始）、貴志川線乗り換え口にも簡易型の自動改札機が設置されている。なお、貴志川線との乗り換えには中間改札口を通る必要がある。
2番のりばは配線の関係上、きのくに線への入線はできない。
構内の紀三井寺方面には、留置線が2線とその南側の踏切を挟んだ所に1線ある。貴志川線を除けば、当駅の構内案内放送はどのホームもすべて阪和線で使用されているものと同じものに統一されている（貴志川線は南海時代のものをそのまま使っている）。
JRの駅としては統括駅長が配置された直営駅であり、和歌山統括駅として、紀勢本線の下津駅 - 紀和駅間の各駅、阪和線の紀伊駅-紀伊中ノ島駅、和歌山線の大和二見駅 - 田井ノ瀬駅間の各駅を管理している。ICカード「ICOCA」を利用することができる（相互利用可能ICカードはICOCAの項を参照）。「こども110番の駅」に指定されている。

### のりば
以下の路線名は旅客案内上の名称（愛称）で表記する。
| のりば | 事業者       | 路線              | 行先                     | 備考                                            |
| ------ | ------------ | ----------------- | ------------------------ | ----------------------------------------------- |
| 1      | JR西日本     | 大阪環状線 阪和線 | 天王寺・新大阪・京都方面 | 主に特急「くろしお」 (稀にTwilight Express銀河) |
| 2・3   | JR西日本     | 大阪環状線 阪和線 | 鳳・天王寺・大阪方面     |                                                 |
| 4・5   | JR西日本     | 阪和線            | 鳳・天王寺・大阪方面     |                                                 |
| 4・5   | JR西日本     | きのくに線        | 御坊・白浜・新宮方面     |                                                 |
| 7      | JR西日本     | 和歌山線          | 粉河・橋本方面           | 特急は無し                                      |
| 8      | JR西日本     | ■ 紀勢本線        | 紀和・和歌山市方面       |                                                 |
| 9      | わかやま電鉄 | ■ 貴志川線        | 貴志方面                 |                                                 |

6番のりばは存在しない。かつては5・7番線の間にホームなしの線路として存在したが、撤去されて線路の番号が変更された。その際、旧7番線が6番線、旧8番線が7番線となったが、そのまま7番のりば、8番のりばと案内され、線路とホームの番号が相違している。

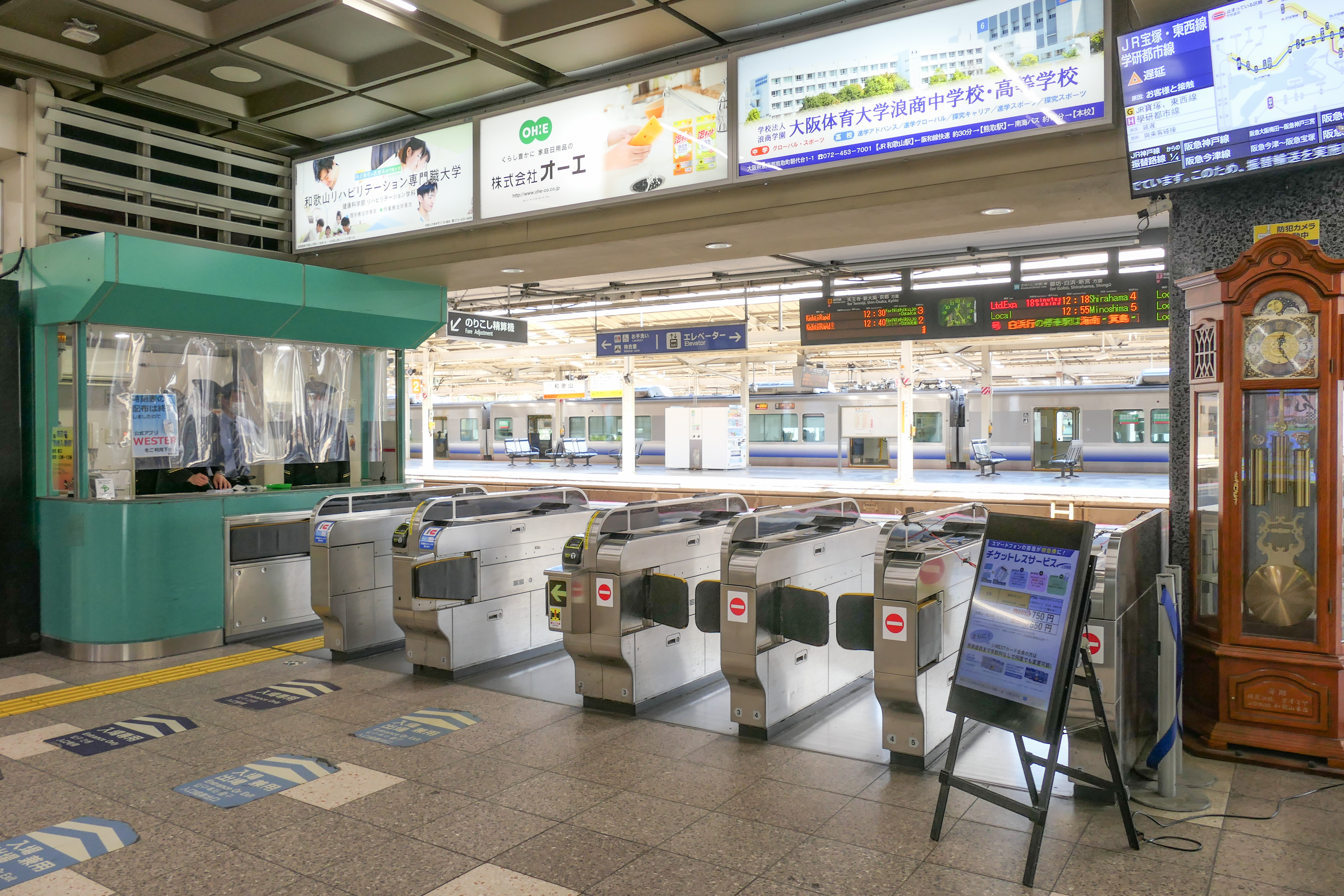
中央改札口（2022年11月）
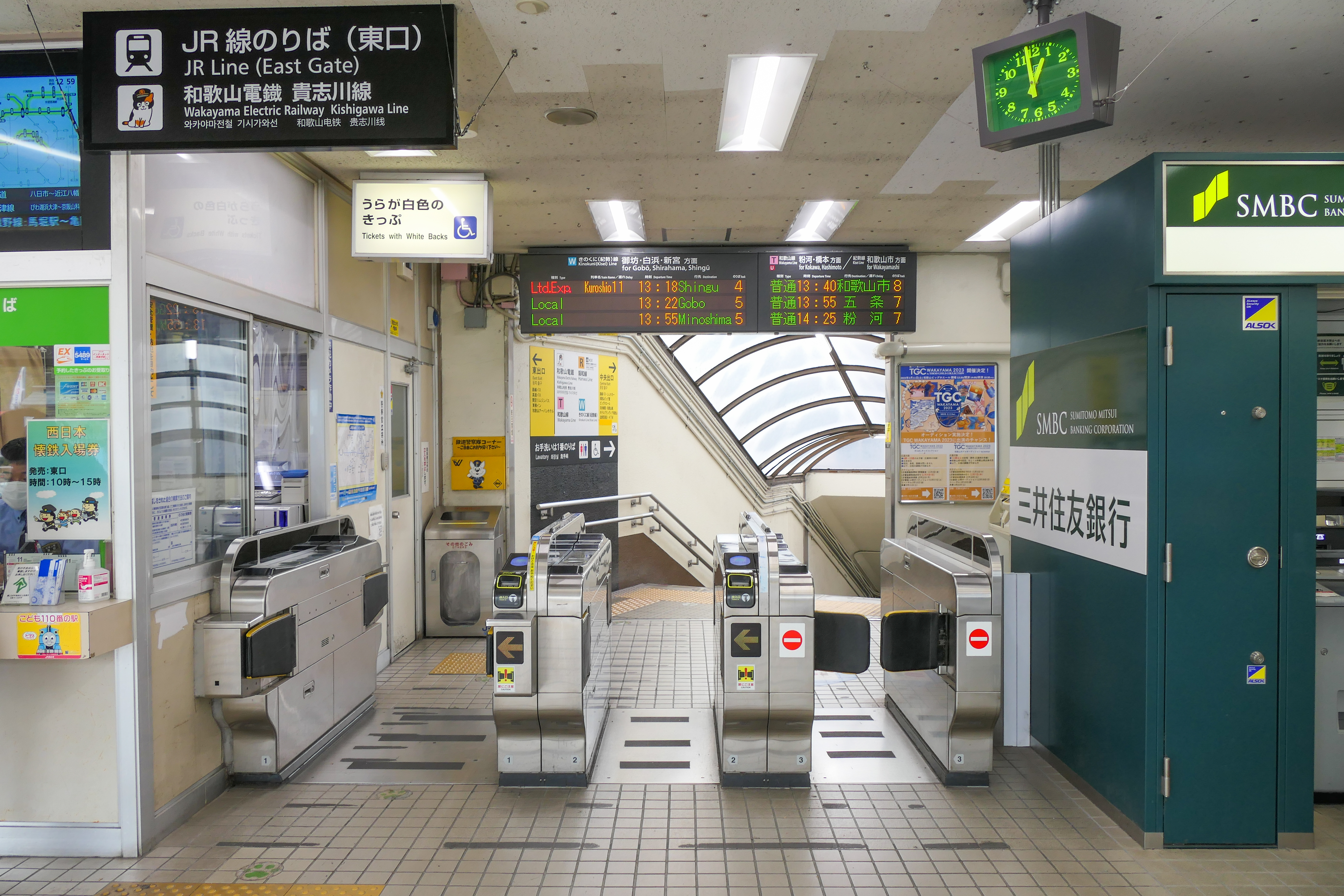
東改札口（2022年11月）
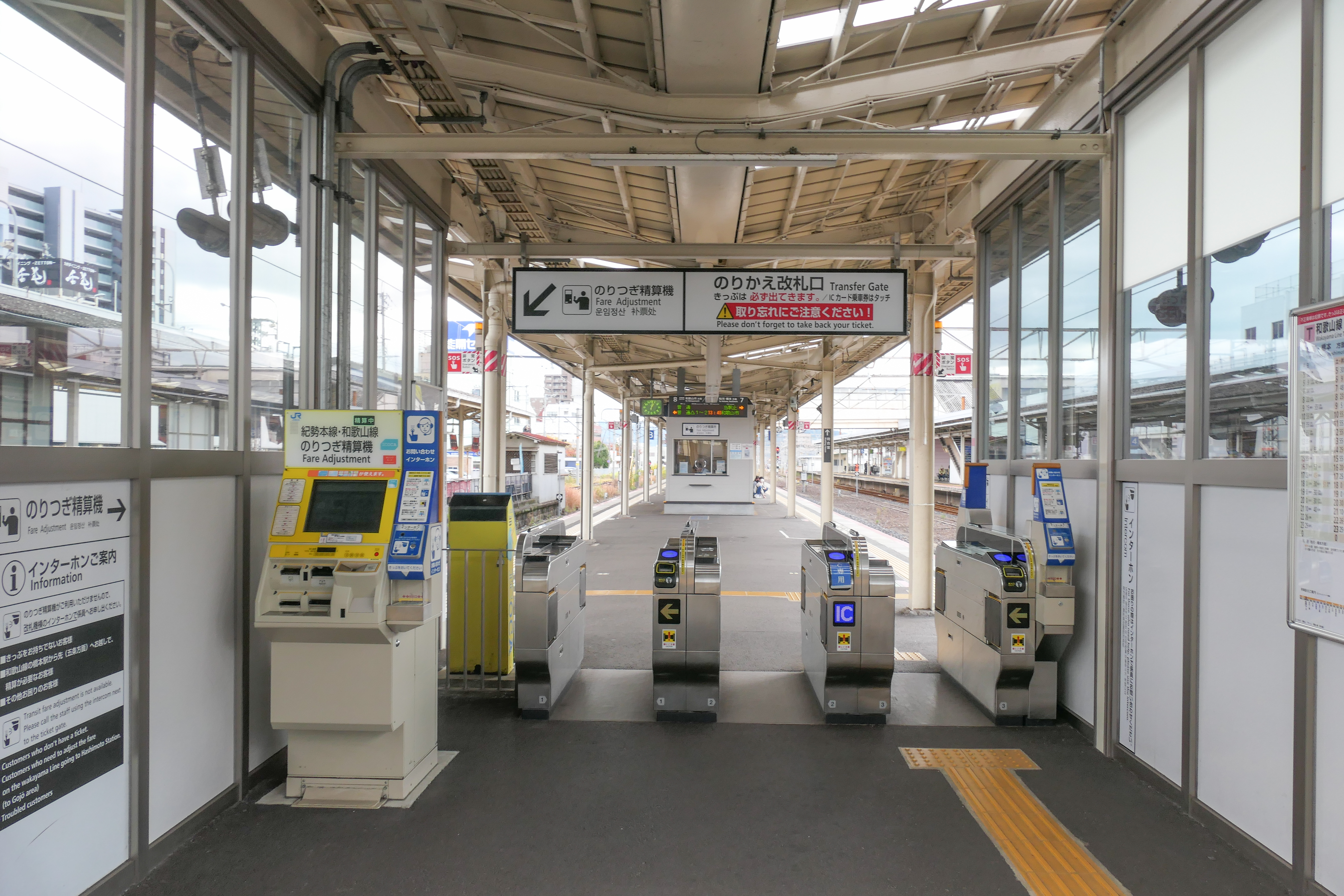
のりかえ改札口（2022年11月）
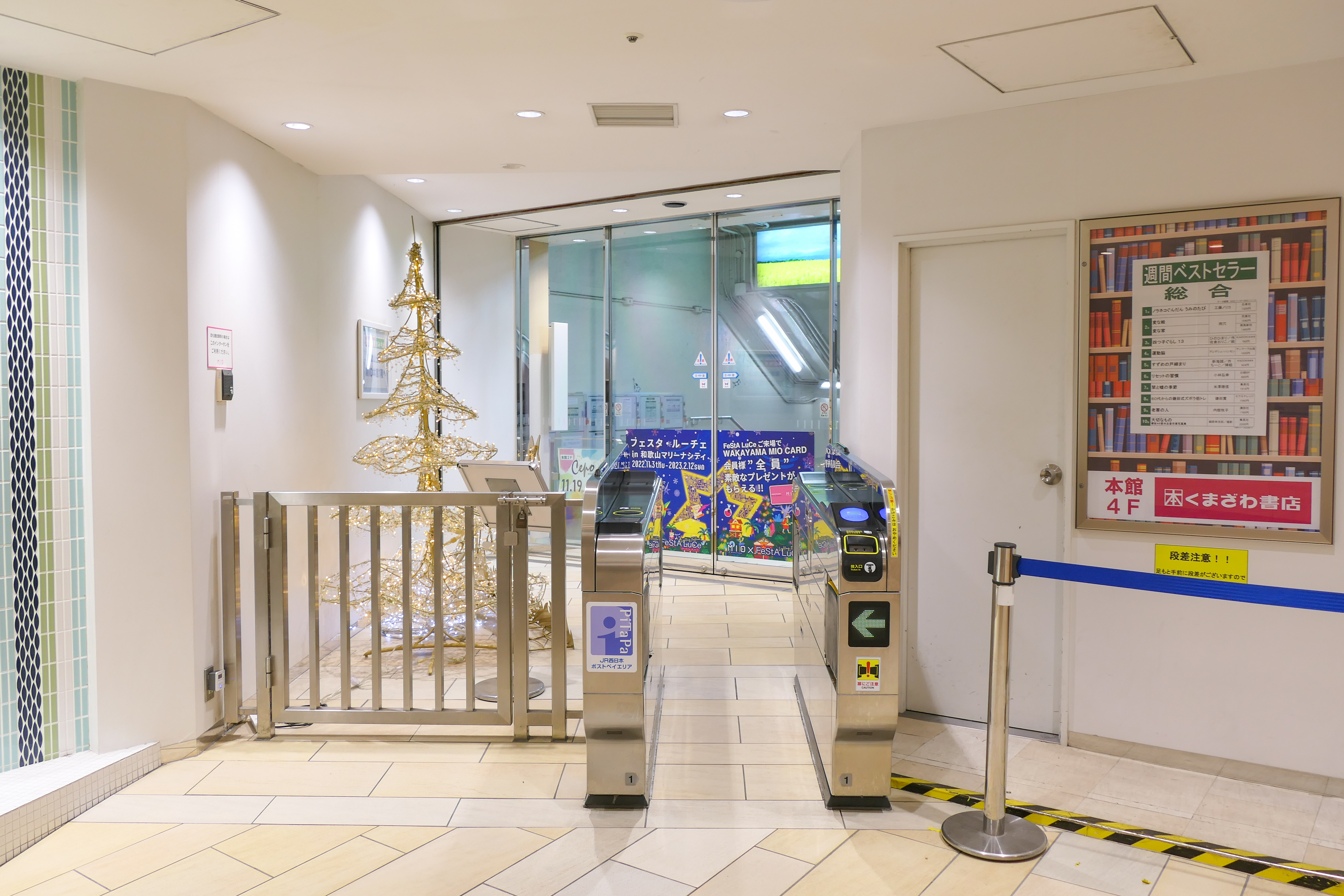
MIO地下改札口（2022年11月）
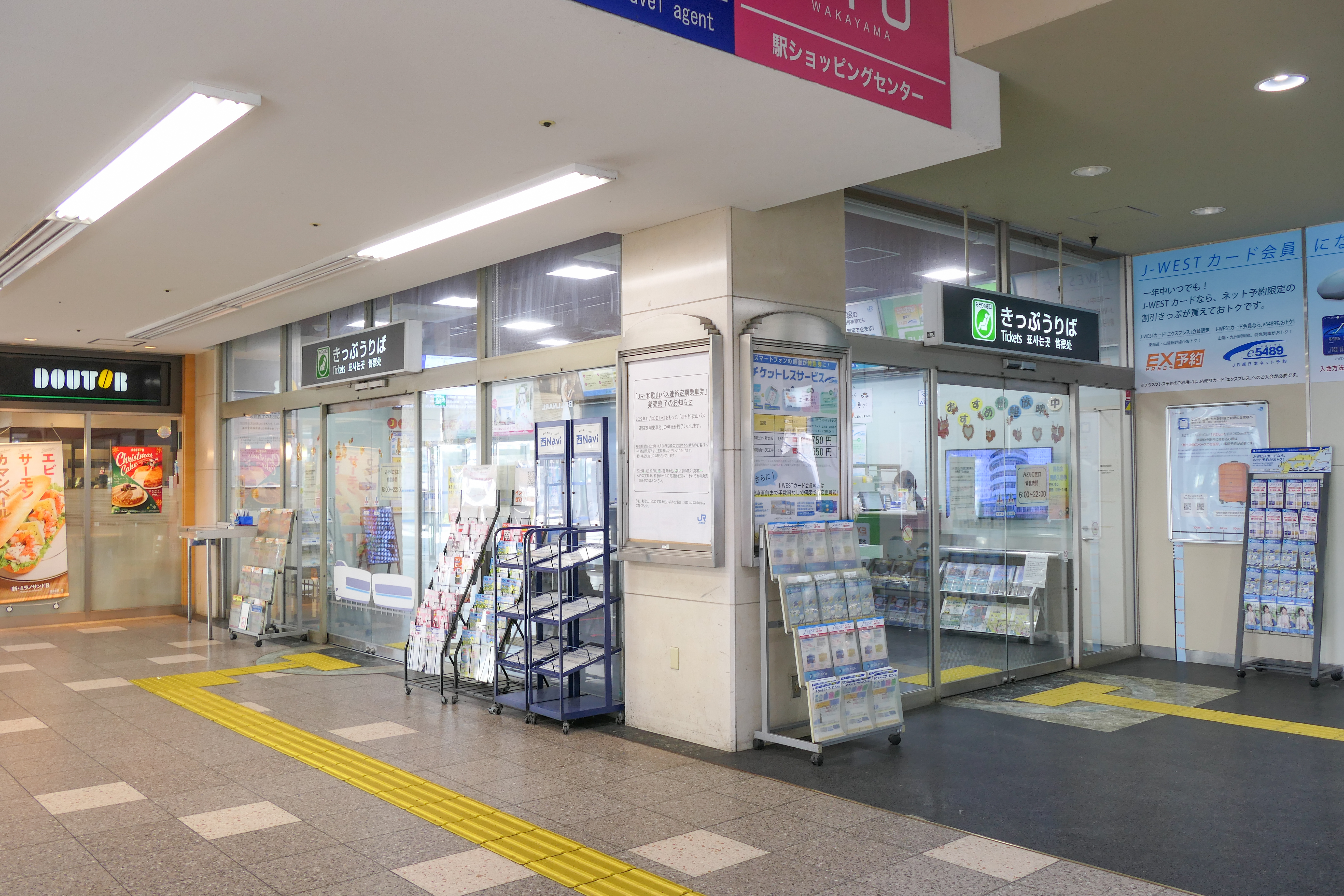
みどりの窓口（2022年11月）
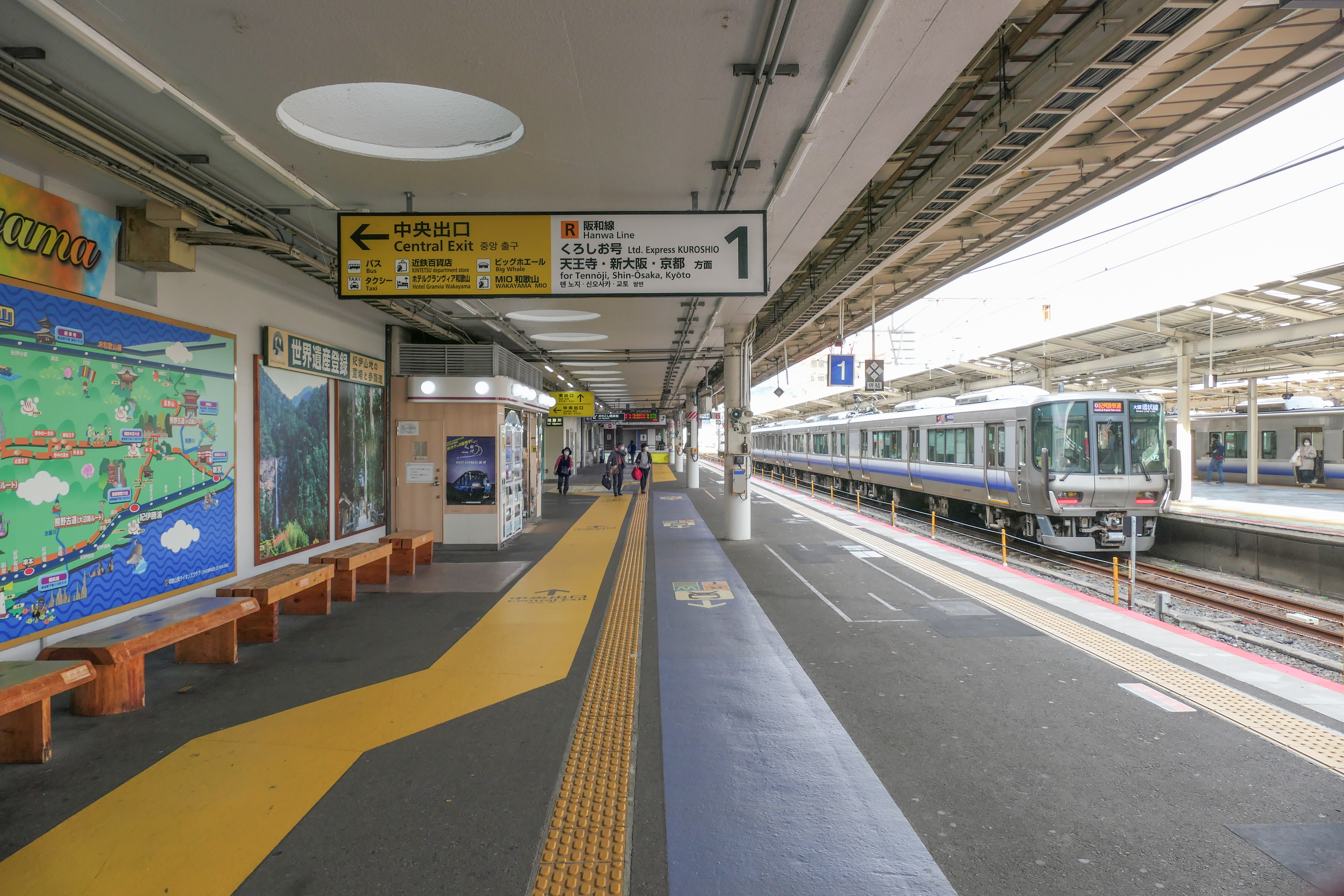
1番線ホーム（2022年11月）
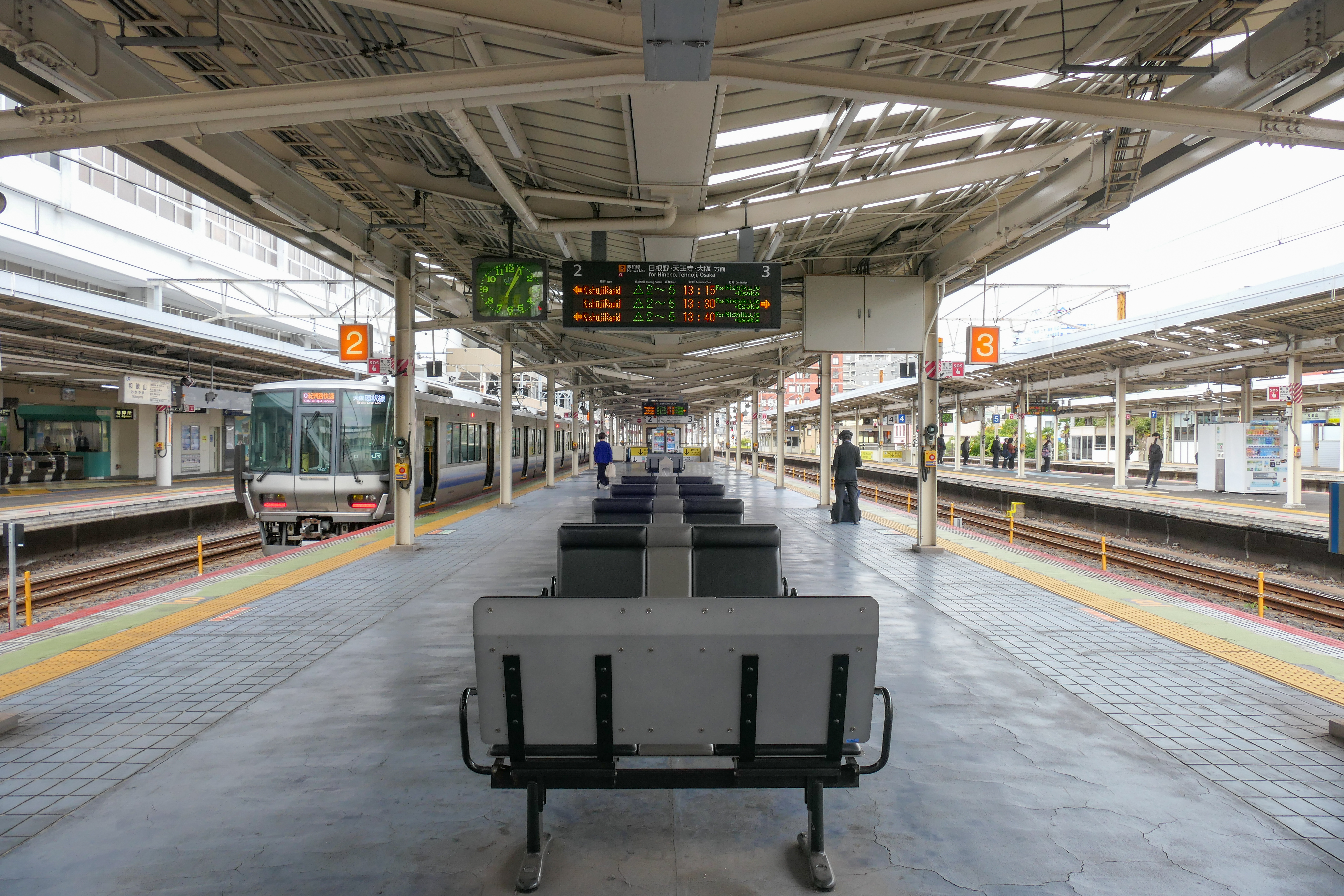
2・3番線ホーム（2022年11月）
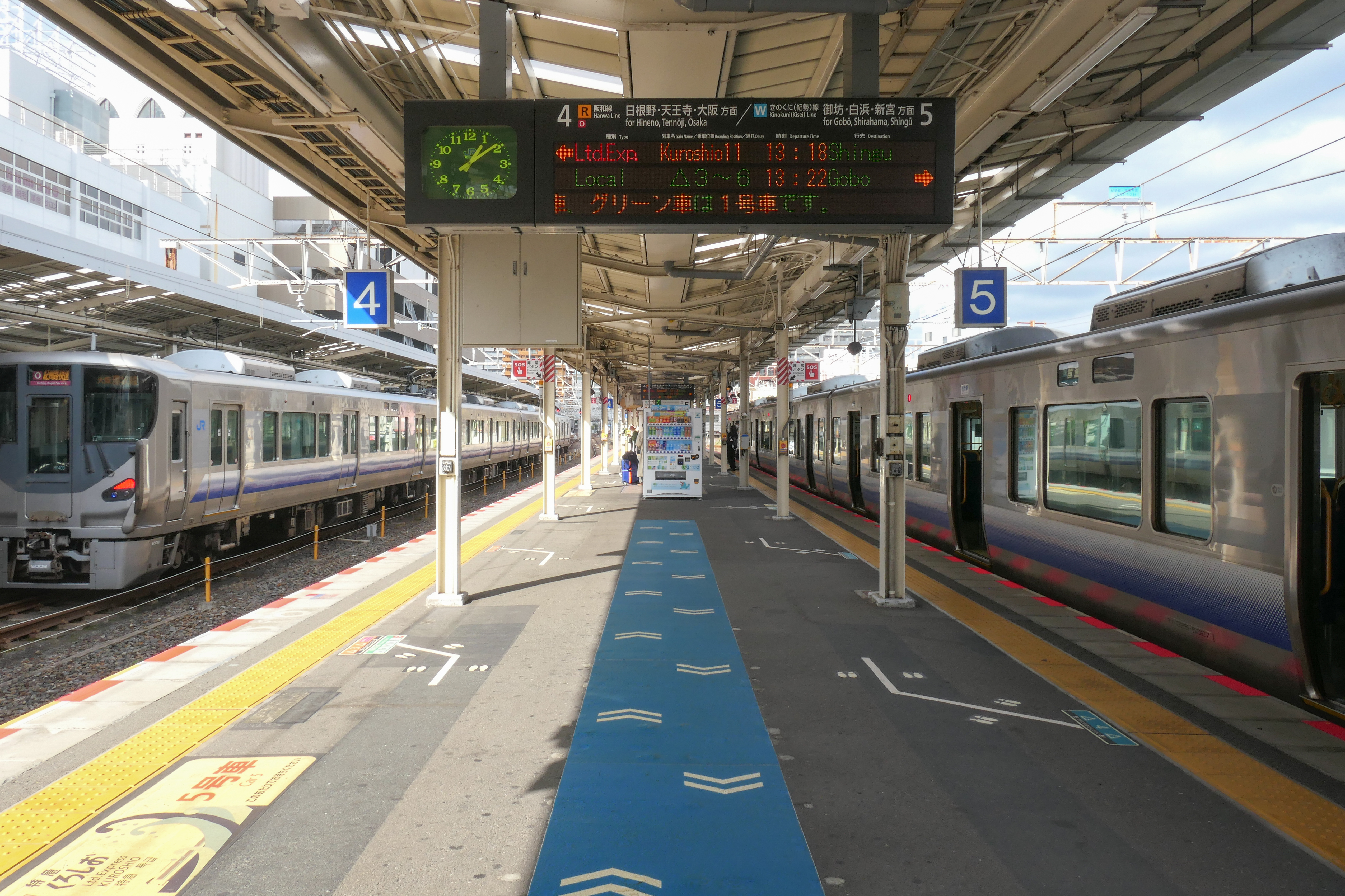
4・5番線ホーム（2022年11月）
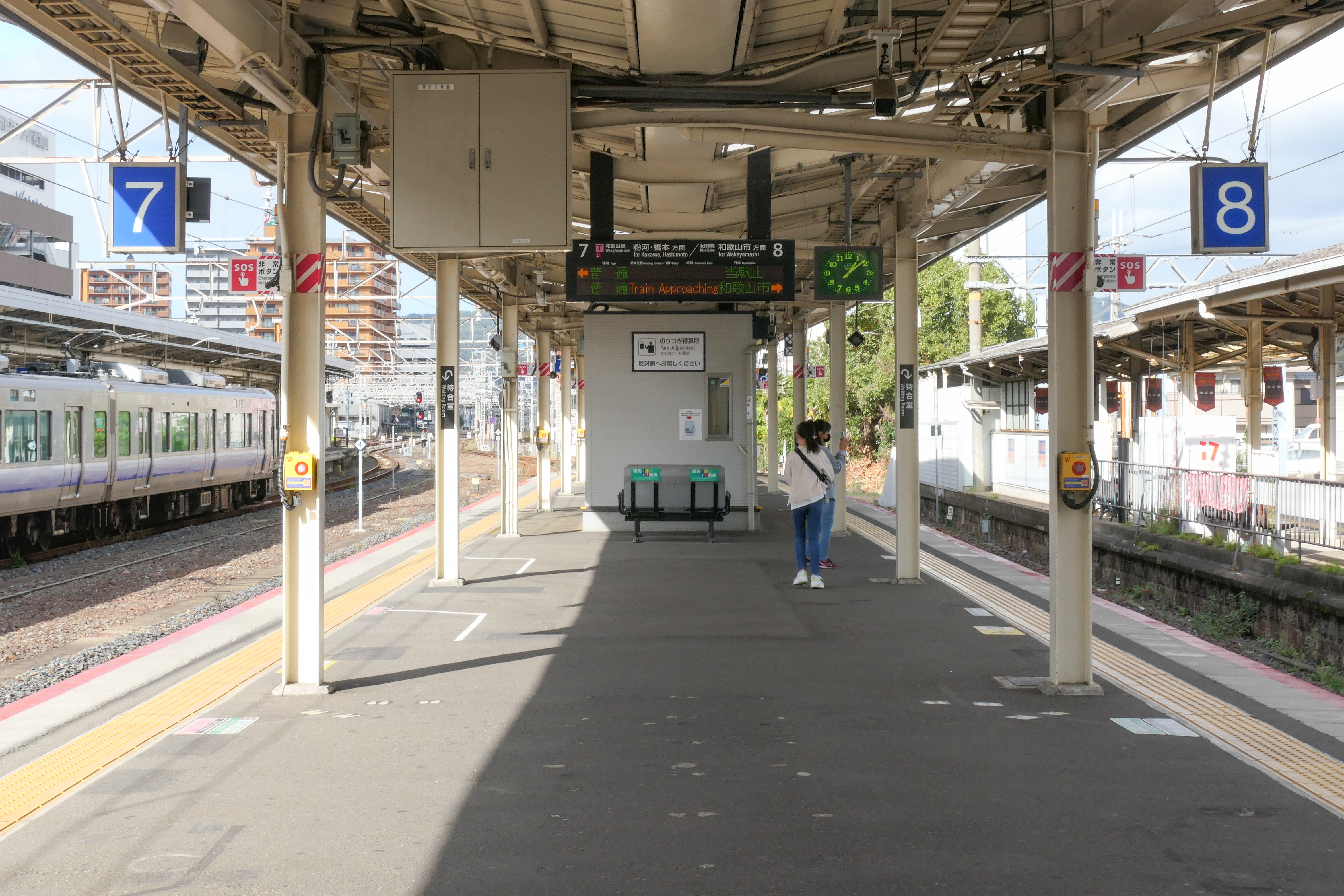
7・8番線ホーム（2022年11月）
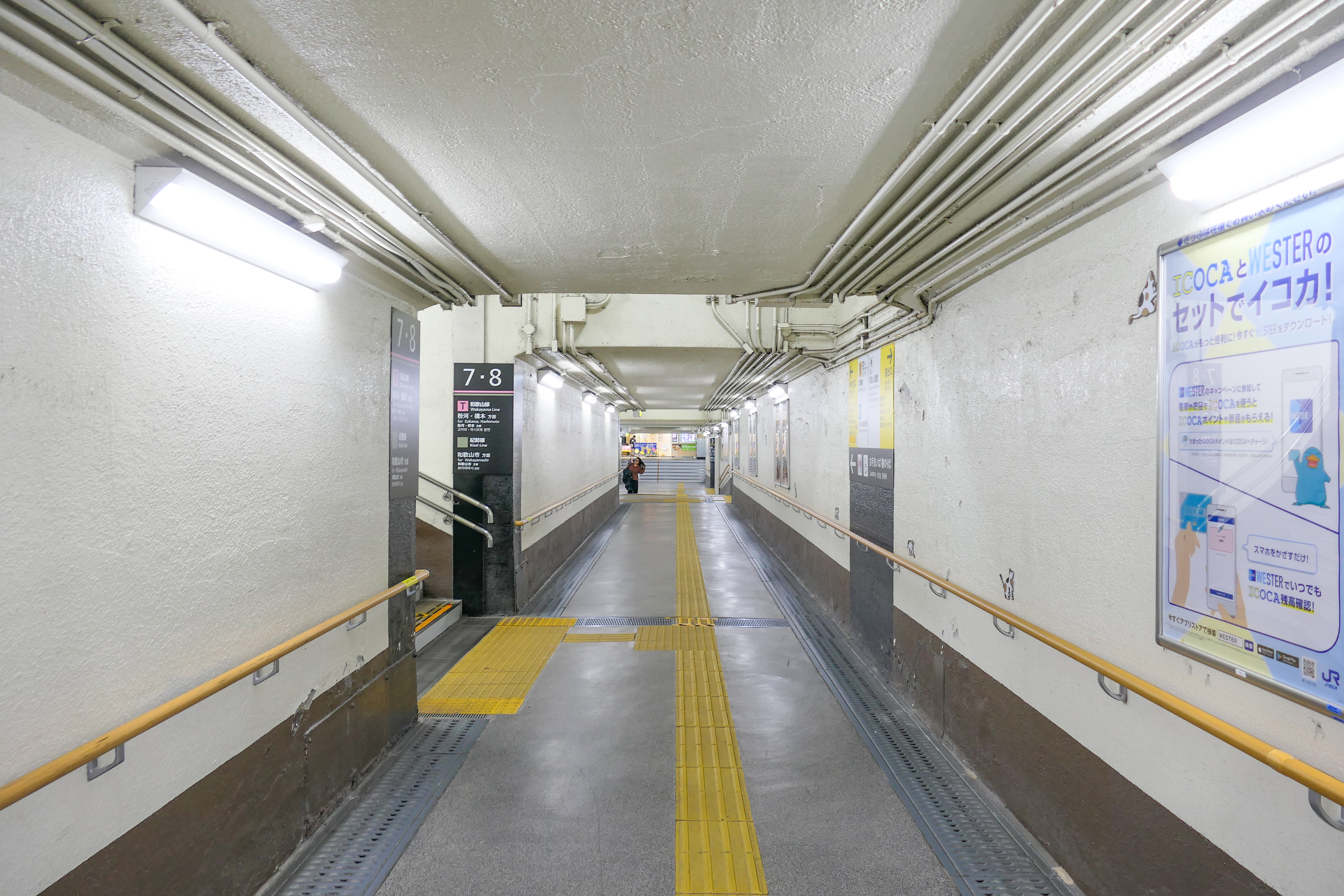
構内地下道（2022年11月）

### 貴志川線との中間改札について

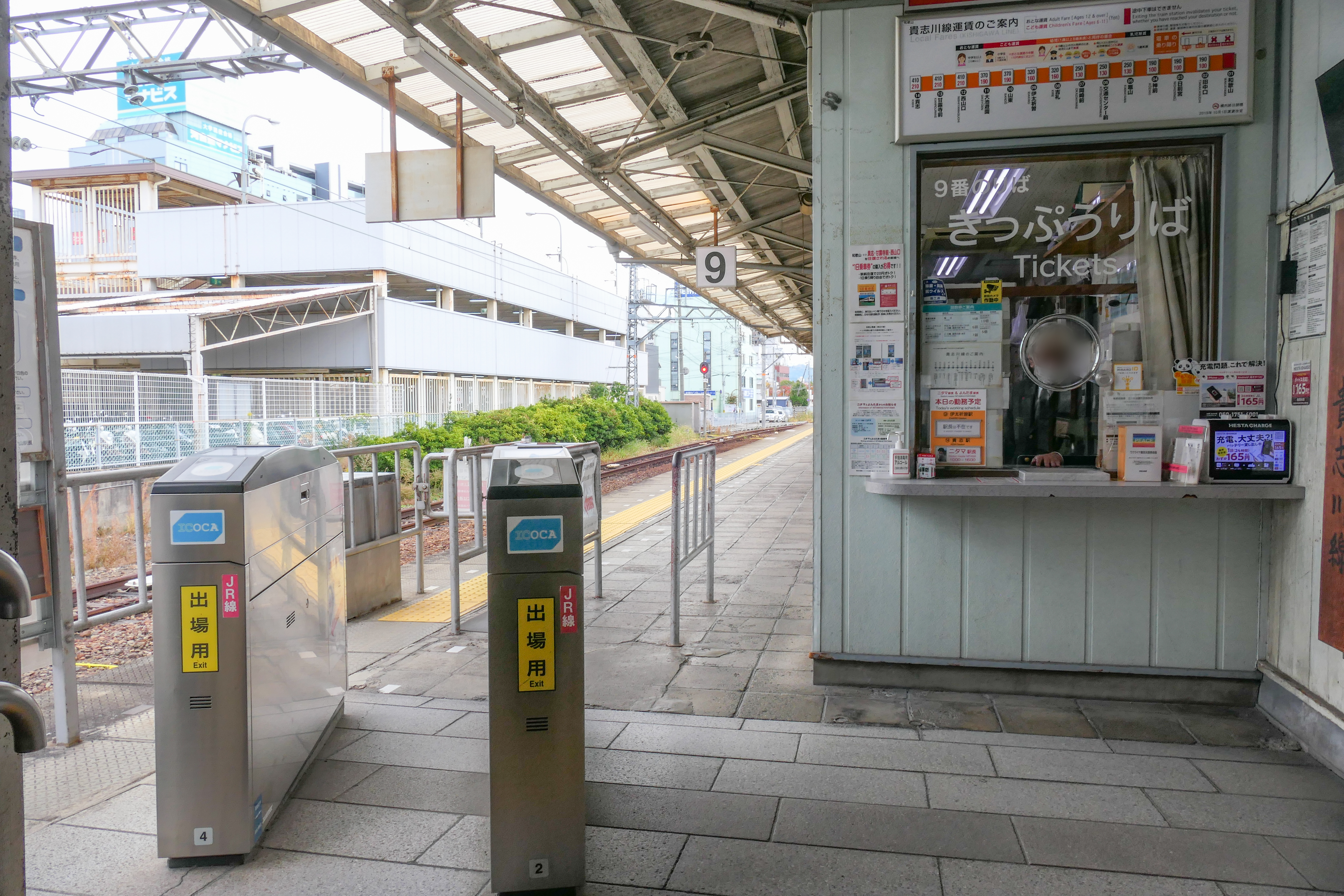
貴志川線中間改札（2022年11月）

貴志川線の乗り換えには中間改札を通る必要がある。
貴志川線からJR線に乗り換える場合、すでに乗車券類（ICOCAを含む）を所持している時は、自動改札機に乗車券類を通す。所持していない時は、中間改札で精算済証をもらってから（その時に貴志川線の切符は回収される）いったん外に出て切符を買い直すか、乗り換えた列車の車掌もしくは降車駅で精算済証を渡した上で乗車券を購入する必要がある。
JR線から貴志川線に乗り換える場合で乗車券類を所持していない時は、同じくいったん外に出て買い直すか、9番線入口にある窓口で和歌山駅までの乗車券類を提示の上買う。この場合、カード利用者を除いてホーム内の自動改札は使用できない。なお、貴志川線ではPiTaPaは使えない。

## ダイヤ
正式には紀勢本線の中間駅だが、運行系統としては、阪和線と紀勢本線新宮方面（きのくに線）で直通運転しており、当駅 - 和歌山市間は区間運転列車のみである。よって、和歌山市方面と御坊・新宮方面間の利用では当駅での乗り換えが必要である。他の各線についても、阪和線ときのくに線を直通する一部の列車以外は当駅発着となっている。各線とも、特急「くろしお」や快速を含めてすべての列車が停車する。
日中は1番のりばに阪和線方面の特急、2・3番のりばに阪和線の紀州路快速、4番のりばにきのくに線特急と5番のりばにきのくに線の普通が発着する。阪和線の「はんわライナー」はすべて5番のりばから発車していた。
2008年3月15日のダイヤ改正以降、紀州路快速のうち、きのくに線からの普通と接続をとる列車は、乗り換え利便性の観点もあり、4番のりばから発車するケースが多くなった。また、同時期に天王寺寄りで配線変更が行われ、和歌山線と紀勢本線の和歌山市方面は単線に変わっている。
2011年3月12日のダイヤ改正で当駅 - 日根野駅間の快速・普通列車の本数が見直され、日中は従来の1時間あたり快速・普通それぞれ3本から「紀州路快速」のみの1時間あたり4本へ変更となった。これに伴い「紀州路快速」は当駅 - 日根野駅間は各駅停車に変更となり、大阪駅 - 和歌山駅間の標準所要時間は82分から90分に増加した。
2018年3月17日のダイヤ改正で新幹線接続の新大阪駅まで直通する列車は特急のみとなり、前述の通り「紀州路快速」の所要時間も長いこともあり大阪方面へは特急「くろしお」の利用客も多い。このため、早朝には当駅始発2本、夜間には当駅終着2本の特急「くろしお」がそれぞれ設定されている。
なお、阪和線ときのくに線の直通運転に最適化された構内配線に改められてはいるものの、駅と路線の成り立ちの関係から、きのくに線の新宮方面から紀勢本線の和歌山市方面へ向かう線路が自然な流れとなる線形になっている。

## 駅弁
主な駅弁は下記の通り。
- 小鯛寿し
- 小鯛雀寿し
- 柿の葉寿し
- 熊野牛の巻寿し
- めはり寿し

## 利用状況
和歌山線、きのくに線などから阪和線への乗り換え客なども多い。
和歌山県統計年鑑と和歌山県公共交通機関等資料集によると、1日の平均乗降人員・乗車人員は以下の通りである。
| 年度   | JR西日本         | JR西日本 | 和歌山電鐵       |
| 年度   | 1日平均 乗車人員 | 定期利用 | 1日平均 乗降人員 |
| ------ | ---------------- | -------- | ---------------- |
| 1998年 | 21,982           | 13,108   |                  |
| 1999年 | 21,203           | 12,696   |                  |
| 2000年 | 20,976           | 12,588   | 6,006            |
| 2001年 | 20,726           | 12,581   | 5,761            |
| 2002年 | 20,387           | 12,457   | 4,983            |
| 2003年 | 20,391           | 12,584   | 4,953            |
| 2004年 | 20,346           | 12,810   | 4,769            |
| 2005年 | 20,145           | 12,803   | 4,701            |
| 2006年 | 20,214           | 12,892   | 4,946            |
| 2007年 | 20,026           | 12,827   | 4,950            |
| 2008年 | 20,013           | 12,885   | 5,064            |
| 2009年 | 19,733           | 12,902   | 5,010            |
| 2010年 | 19,905           | 13,105   | 5,010            |
| 2011年 | 19,624           |          | 5,016            |
| 2012年 | 19,179           | 12,525   | 4,977            |
| 2013年 | 19,656           | 12,917   | 5,289            |
| 2014年 | 18,982           | 12,319   | 5,251            |
| 2015年 | 19,392           | 12,552   | 5,071            |
| 2016年 | 19,149           | 12,361   | 4,811            |
| 2017年 | 19,067           | 12,119   | 4,742            |
| 2018年 | 18,672           | 11,852   | 4,562            |
| 2019年 | 18,258           | 11,633   | 4,346            |
| 2020年 | 13,620           | 10,016   | 3,137            |
| 2021年 | 13,980           | 9,991    | 3,190            |
| 2022年 | 15,020           | 10,020   |                  |

## 駅周辺
和歌山市の玄関駅として、バスターミナルとタクシー乗り場が両側にある。西口側は近鉄百貨店など商業中心地として発展している。一方、東口側は古くからの住宅地で建物の集積が少ないが、学習塾、予備校、専門学校などの教育施設が集中しているのが特徴である。行政機関や金融機関が多く集まる和歌山城、本町周辺へはバスで約7分の距離がある。
- 和歌山MIO（駅ビル。株式会社和歌山ステーションビルディングが運営。和歌山ステーションデパート〜VIVO和歌山への変更を経て改称）
- 和歌山ターミナルビル
  - 近鉄百貨店 和歌山店（旧・和歌山近鉄百貨店）
  - 和歌山MIO 北館（旧・ジョワ専門店）
  - ホテルグランヴィア和歌山（旧・和歌山ターミナルホテル）
- みその商店街
- 紀陽銀行
  - 東和歌山支店
  - 国体道路支店
  - 太田出張所
- 池田泉州銀行 和歌山支店（旧泉州銀行店舗）
- 和歌山県JAビル
- シティイン和歌山（ビジネスホテル）
- 来迎寺（太田城址、徒歩約7分）
- 和歌山県立体育館（徒歩約8分）
- ホテルグランヴィア和歌山
- コンフォートホテル和歌山
- 天然温泉紀州の湯ドーミーインPREMIUM和歌山
- 東横INNJR和歌山駅東口
- ホテルルートインGrand和歌山駅東口
- ドン・キホーテ ぶらくり丁店
- 能開センター和歌山校

## バス路線

### 一般路線バス
| のりば | 停留所名       | 運行事業者 | 路線名           | 系統・行先 | 備考                                           |
| ------ | -------------- | ---------- | ---------------- | --- | ---------------------------------------------- |
| 1      | JR和歌山駅     | 和歌山バス | 紀三井寺線       | 40：海南駅前 42：マリーナシティ 44：紀三井寺駅・医大病院                                                             |                                                |
| 1      | JR和歌山駅     | 和歌山バス | 塩屋線           | 52：医大病院 55：和歌浦口                                                                                            |                                                |
| 1      | JR和歌山駅     | 和歌山バス | 楠見線           | 86・87急行：鳴滝団地 88：南海和歌山市駅                                                                              | 「87急行」は休日運休                           |
| 2      | JR和歌山駅     | 和歌山バス | 和歌山市内線     | 20：海南駅前 23：医大病院 24：新和歌浦 25：和歌浦口 27急行：県庁前 121：マリーナシティ・海南駅前 122：マリーナシティ | 「23」「27急行」は土休日運休 「122」は平日運休 |
| 2      | JR和歌山駅     | 和歌山バス | 市内雑賀崎循環線 | 30：南海和歌山市駅 33：新和歌浦止                                                                                    |                                                |
| 3      | JR和歌山駅     | 和歌山バス | 本町線           | 0：南海和歌山市駅 |                                                |
| 3      | JR和歌山駅     | 和歌山バス | 紀三井寺線       | 40・42・44：南海和歌山市駅                                                                                           |                                                |
| 3      | JR和歌山駅     | 和歌山バス | 塩屋線           | 52・55：南海和歌山市駅                                                                                               |                                                |
| 4      | JR和歌山駅     | 和歌山バス | 湊線             | 60・160：南海和歌山市駅 62急行：三木町・屋形町方面 161：和歌山港駅                                                   | 「62急行」は休日運休                           |
| 4      | JR和歌山駅     | 和歌山バス | 紀和線           | 65：南海和歌山市 | 土日祝運休                                     |
| 4      | JR和歌山駅     | 和歌山バス | 和歌山大学線     | 172：和歌山大学前駅東口・ふじと台 272・273：和歌山大学前駅東口                                                       |                                                |
| 4      | JR和歌山駅     | 和歌山バス | 藤戸線           | 372：ふじと台 |                                                |
| 5      | JR和歌山駅東口 | 和歌山バス | 鳴神線           | 90・94：紀伊風土記の丘 94：南海和歌山市駅                                                                            |                                                |

### 高速バス
- サウスウェーブ号：横浜駅(YCAT)・京成上野駅・東京ディズニーリゾート・西船橋駅・海浜幕張駅行（和歌山バス・京成バス千葉イースト）
- 和歌山特急ニュースター号：大阪駅・大阪空港（大阪バス・クリスタル観光バス）
- リムジンバス関西空港線：関西空港第2ターミナル（関西空港交通・和歌山バス）
- WILLER EXPRESS（WILLER EXPRESS関東）
- JAMJAM LINER  (ジャムジャムエクスプレス)

## その他
- 和歌山電鐵貴志川線の列車は、当駅到着直前・直後に「紀州ぶんだら節」をアレンジした車内チャイムが流れる。
- コンコースには、和歌山県内のダイハツディーラー和歌山ダイハツ販売により、ダイハツの車種が常時1台展示されている。

## 隣の駅
西日本旅客鉄道（JR西日本）
- 特急「くろしお」停車駅

 きのくに線（紀勢本線宮前・御坊方面） 
■快速
紀三井寺駅 - 和歌山駅 （- 六十谷駅）
■普通
宮前駅 - 和歌山駅 （- 紀伊中ノ島駅、六十谷駅）
■紀勢本線（和歌山市方面）
和歌山駅 - 紀和駅
 阪和線
■快速・■直通快速・■紀州路快速（朝の下りの一部）
六十谷駅 (JR-R52) - 和歌山駅 (JR-R54)
■紀州路快速（上記以外の列車）・■区間快速（平日のみ）・■普通
紀伊中ノ島駅 (JR-R53) - 和歌山駅 (JR-R54)
 和歌山線
■快速
岩出駅 - 和歌山駅
■普通
田井ノ瀬駅 - 和歌山駅
和歌山電鐵
■貴志川線
和歌山駅 (01) - 田中口駅 (02)
- 括弧内の数字は駅番号を示す。

### かつて存在していた路線
南海電気鉄道
和歌山軌道線
国鉄和歌山駅 - 新内（あろち）駅